# Calycibidion
Calycibidion is een kevergeslacht uit de familie van de boktorren (Cerambycidae). De wetenschappelijke naam van het geslacht werd voor het eerst geldig gepubliceerd in 1971 door Martins.

## Soorten
Calycibidion omvat de volgende soorten:
- Calycibidion multicavum Martins, 1971
- Calycibidion rubricolle Galileo & Martins, 2010
- Calycibidion turbidum Napp & Martins, 1985